# Clarinete contrabajo
El clarinete contrabajo es el más largo de la familia de los clarinetes que haya sido producido regularmente y cuyo uso se haya extendido significativamente. Los clarinetes contrabajos modernos son afinados en Si♭ (bemol), llegando dos octavas más bajo que el clarinete soprano en Si♭ y una octava descendente del clarinete bajo. Algunos de los modelos de clarinetes contrabajos tienen una tesitura que se extiende a lo grave hasta un mi♭, mientras que otros pueden llegar a un re e incluso a un do. Algunos de estos instrumentos, en el pasado estaban afinados en Do; la pieza de Arnold Schoenberg, Fünf Orchesterstücke especifica el uso de un clarinete contrabajo afinado en la, pero no existe evidencia de que dicho instrumento haya existido.
A diferencia de otros clarinetes, el clarinete contrabajo es construido usualmente con una sola llave de trino para la mano derecha en vez de las acostumbradas cuatro llaves. Esta llave tiene misma función que la más baja de las llaves de trino en otros clarinetes. 
En ocasiones es conocido por el nombre Clarinete pedal, término que se refiere no a ningún mecanismo del instrumento sino a una analogía entre sus tonos bajos con los tonos pedales del trombón, o la sección pedal del órgano.
El clarinete contralto en mi♭es llamado en ocasiones el "clarinete contrabajo en mi♭".

## Historia
El clarinete contrabajo más antiguo conocido es el contre-basse guerrière inventado en 1808 por un constructor francés llamado Dumas de Sommières.
El batífono (o batyphone en inglés, bathyphone en alemán, y batyphon en francés) era un clarinete contrabajo resultado de la búsqueda de W. F. Wieprecht para obtener un contrabajo para los instrumentos de caña. El batífono estaba hecho para alcanzar el doble del tamaño del clarinete en do, y teniendo la división de la escala cromática arreglada para estar de acuerdo con las reglas acústicas. Para la conveniencia de no tener que cubrir con los dedos orificios muy separados entre sí, eran utilizadas llaves pivote o manivela. Este instrumento estaba construido de arce, tenía una boquilla de clarinete de tamaño normal, conectada por medio de un codo cilíndrico de metal a la parte superior del tubo y a una campana de metal. La afinación se encontraba dos octavas por debajo del clarinete en do, afinación que correspondería a la moderna tuba. El tono era placentero y redondo, pero no lo suficientemente poderoso para el registro contrabajo en una banda militar. El batífono tenía además una seria desventaja: podía ser tocado con facilidad solamente en las tonalidades cercanas, como sol y fa mayor. El batífono fue inventado y patentado en 1839 por F.W. Wieprecht, director general de las bandas militares de Prusia, y por E. Skorra, constructor de instrumentos para la corte de Berlín. En la práctica este instrumento resultó tener poca utilidad, y fue superado por la tuba baja.
Un batífono que lleva el nombre de sus inventores formó parte de la colección Snoeck, que fue adquirida por la colección de Berlín de instrumentos musicales antiguos en la Technische Hochschule für Musik.
Poco después del invento de Wieprecht, Adolphe Sax creó su clarinette-bourdon en si ♭.

## Composiciones que utilizan el clarinete contrabajo
Existen pocos solos para el instrumento, entre ellos:
- Scherzo Fantastique de Alfred Reed
- Ombra de Franco Donatoni
- Anubis, Nout de Gérard Grisey
- Interference de Richard Barrett - también emplea la voz del ejecutante y un tambor bajo de pedal.

Algunas de las composiciones más importantes que incluyen un clarinete contrabajo son:
- Triple Concerto para clarinete, clarinete bajo y clarinete contrabajo de Donald Martino
- Éclairs Sur l'Au-Delà de Olivier Messiaen
- Sinfonía No. 1 ("Of Rage and Remembrance") de John Corigliano
- Variaciones Fantasía sobre un tema de Niccolò Paganini de James Barnes
- El diluvio de Igor Stravinsky
- Sinfonía No. 7 de Hans Werner Henze
- Requiem de György Ligeti
- Quatre chants pour franchir le seuil de Gérard Grisey
- Elogio del tránsito, concierto para clarinete contrabajo, auraphón y orquesta del compositor español José María Sánchez-Verdú.
- Josephslegende de Richard Strauss